# Notre-Dame-de-Livaye
Notre-Dame-de-Livaye är en kommun i departementet Calvados i regionen Normandie i norra Frankrike. Kommunen ligger i kantonen Mézidon-Canon som ligger i arrondissementet Lisieux. År 2022 hade Notre-Dame-de-Livaye 107 invånare.

## Befolkningsutveckling
Antalet invånare i kommunen Notre-Dame-de-Livaye
Referens:INSEE